# جينو روسي (رسام)
جينو روسي (بالإيطالية: Gino Rossi)‏ هو رسام إيطالي، ولد في 6 يونيو 1884 في البندقية في إيطاليا، وتوفي في 16 ديسمبر 1947 في تريفيزو في إيطاليا.